# Nati nel 1747
| Questa pagina contiene informazioni ricavate automaticamente dalle voci biografiche con l'ausilio del template Bio e di un bot. L'aggiornamento è periodico e automatico e ricostruisce completamente la pagina. Se manca una persona in questa lista, sei pregato di non aggiungerla, ma accertati piuttosto che la sua voce biografica contenga il template Bio e che i dati anagrafici siano correttamente compilati. Se il template Bio manca, inseriscilo tu stesso o, in alternativa, metti l'avviso {{tmp\|Bio}} che ne segnala la mancanza. Se i dati riportati sono sbagliati, correggi direttamente la voce biografica; le modifiche saranno visibili in questa lista entro pochi giorni. Per chiarimenti vedi il progetto biografie. La lista contiene solo le 150 persone che sono citate nell'enciclopedia e per le quali è stato implementato correttamente il template Bio. Pagina aggiornata al 10 giu 2025. |

## Gennaio(13)
- 3 gennaio - Pietro Arborio Gattinara, vescovo cattolico italiano († 1809)
- 3 gennaio - Vittorio Amedeo Giuseppe Seyssel marchese d'Aix, generale italiano († 1819)
- 4 gennaio - Vivant Denon, scrittore, incisore e storico dell'arte francese († 1825)
- 10 gennaio - Abraham-Louis Breguet, orologiaio e inventore svizzero († 1823)
- 11 gennaio - Franz Georg von Keeß, giurista austriaco († 1799)
- 11 gennaio - François Alexandre Frédéric de La Rochefoucauld-Liancourt, politico, imprenditore e nobile francese († 1827)
- 15 gennaio - John Aikin, scrittore inglese († 1822)
- 17 gennaio - Markus Herz, medico e filosofo tedesco († 1803)
- 18 gennaio - Michele Di Pietro, cardinale italiano († 1821)
- 19 gennaio - Johann Elert Bode, astronomo tedesco († 1826)
- 22 gennaio - Timothy Dexter, mercante statunitense († 1806)
- 23 gennaio - Louis Thomas Villaret de Joyeuse, ammiraglio francese († 1812)
- 30 gennaio - Pedro de Alberni, politico, esploratore e generale spagnolo († 1802)

## Febbraio(8)
- 1º febbraio - Serafino Morazzone, presbitero italiano († 1822)
- 5 febbraio - Bernardo Maria Aliprandi, compositore e violoncellista italiano († 1801)
- 10 febbraio - Emmanuel Crétet, politico francese († 1809)
- 10 febbraio - André Thouin, botanico e agronomo francese († 1824)
- 16 febbraio - Enrico XIII di Reuss-Greiz, principe († 1817)
- 23 febbraio - Otto Henrik Nordenskiöld, ammiraglio svedese († 1832)
- 25 febbraio - Giovanni Filippo Gallarati Scotti, cardinale e arcivescovo cattolico italiano († 1819)
- 28 febbraio - John Tyler, politico statunitense († 1813)

## Marzo(8)
- 10 marzo - Iolo Morganwg, poeta e antiquario gallese († 1826)
- 15 marzo - Giacinto della Torre, arcivescovo cattolico italiano († 1814)
- 21 marzo - Francesco Maria Milesi, patriarca cattolico italiano († 1819)
- 25 marzo - Aleksandr Andreevič Bezborodko, politico, diplomatico e principe russo († 1799)
- 29 marzo - Johann Lorenz Blessig, teologo tedesco († 1816)
- 29 marzo - Johann Wilhelm Hässler, compositore, organista e pianista tedesco († 1822)
- 30 marzo - Carlo Andrea Pelagallo, cardinale e vescovo cattolico italiano († 1822)
- 31 marzo - Johann Abraham Peter Schultz, musicista e compositore tedesco († 1800)

## Aprile(7)
- 1º aprile - Pietro di Cettigne, montenegrino († 1830)
- 5 aprile - Francesco Amoretti, incisore italiano († 1817)
- 6 aprile - Jean Gaspard de Vence, ammiraglio francese († 1808)
- 13 aprile - Armand Louis de Gontaut-Biron, generale francese († 1793)
- 13 aprile - Luigi Filippo II di Borbone-Orléans, nobile († 1793)
- 15 aprile - Ludovico Ludovici, vescovo cattolico e militare italiano († 1819)
- 25 aprile - Vincenzo Berni degli Antoni, avvocato e scrittore italiano († 1828)

## Maggio(7)
- 1º maggio - Filippo Comerio, pittore italiano († 1827)
- 5 maggio - Leopoldo II d'Asburgo-Lorena († 1792)
- 6 maggio - Giorgio I di Waldeck e Pyrmont, sovrano tedesco († 1813)
- 7 maggio - Giuseppe Battaglia, presbitero e filosofo italiano († 1839)
- 8 maggio - Suzanne Labrousse, francese († 1821)
- 8 maggio - Robert Spencer, nobile e politico inglese († 1831)
- 12 maggio - Giuseppe Gioeni, nobile, naturalista e vulcanologo italiano († 1822)

## Giugno(10)
- 1º giugno - Pietro Giovanni Boateri, storico italiano († 1807)
- 3 giugno - António Caetano do Amaral, storico portoghese († 1819)
- 12 giugno - Clément Gosselin, militare francese († 1816)
- 13 giugno - Filippo di Borbone-Spagna, principe italiano († 1777)
- 14 giugno - Anton von Zach, generale austriaco († 1826)
- 23 giugno - Giuseppe Maria Soli, architetto e pittore italiano († 1822)
- 23 giugno - Michele Troja, medico e oculista italiano († 1827)
- 24 giugno - John O'Keeffe, commediografo, cantante e librettista irlandese († 1833)
- 26 giugno - Leopold Koželuh, compositore, pianista e editore musicale ceco († 1818)
- 27 giugno - Heinrich Floris Schopenhauer, polacco († 1805)

## Luglio(8)
- 2 luglio - Rose Bertin, stilista francese († 1813)
- 6 luglio - John Paul Jones, corsaro e ammiraglio statunitense († 1792)
- 10 luglio - Guglielmina Carolina di Danimarca, principessa danese († 1820)
- 12 luglio - Cesare Baldinotti, filosofo italiano († 1821)
- 15 luglio - Teresa Margherita Redi, religiosa italiana († 1770)
- 17 luglio - Pierre-Antoine Antonelle, politico francese († 1817)
- 25 luglio - Roger Ducos, politico francese († 1816)
- 29 luglio - Faustino Arévalo, gesuita, latinista e filologo spagnolo († 1824)

## Agosto(9)
- 5 agosto - Jan Křtitel Krumpholtz, compositore e arpista ceco († 1790)
- 6 agosto - Larive, attore teatrale francese († 1827)
- 10 agosto - Henry Fox-Strangways, II conte di Ilchester, nobile e politico inglese († 1802)
- 11 agosto - Francesco Antonio Baccari, presbitero e architetto italiano († 1835)
- 12 agosto - Domenico Cocoli, matematico e fisico italiano († 1812)
- 14 agosto - Aimar-Charles-Marie de Nicolaï, magistrato francese († 1794)
- 21 agosto - Franz Paula von Schrank, botanico e entomologo tedesco († 1835)
- 23 agosto - Pierre Marie Barthélemy Ferino, generale italiano († 1816)
- 26 agosto - Cosimo Moschettini, scienziato italiano († 1820)

## Settembre(6)
- 6 settembre - Luigi Alessandro di Borbone, principe francese († 1768)
- 10 settembre - Niccolò Andria, medico e filosofo italiano († 1814)
- 11 settembre - Federico d'Assia-Kassel, nobile († 1837)
- 19 settembre - James Archibald Stuart, politico e ufficiale britannico († 1818)
- 29 settembre - Józef Wybicki, patriota, politico e poeta polacco († 1822)
- 30 settembre - Friedrich Justin Bertuch, editore e scrittore tedesco († 1822)

## Ottobre(11)
- 4 ottobre - Nicola Popolizio, presbitero italiano († 1799)
- 8 ottobre - Jean-François Reubell, politico, diplomatico e avvocato francese († 1807)
- 9 ottobre - Francisco Antonio Javier de Gardoqui Arriquíbar, cardinale spagnolo († 1820)
- 13 ottobre - Ange-François Fariau, poeta e traduttore francese († 1810)
- 14 ottobre - Edmond Louis Alexis Dubois-Crancé, politico francese († 1814)
- 20 ottobre - François de Barthélemy, diplomatico e politico francese († 1830)
- 23 ottobre - Edward Alanson, chirurgo britannico († 1823)
- 26 ottobre - Giovanni Mane Giornovichi, violinista e compositore italiano († 1804)
- 30 ottobre - Andrea Doria Landi Pamphili, principe italiano († 1820)
- 30 ottobre - Luigi Serra di Cassano, IV duca di Cassano, nobile e politico italiano († 1825)
- 31 ottobre - Johann Karl Wezel, poeta e filosofo tedesco († 1819)

## Novembre(5)
- 4 novembre - Domenico Antonio Fiorentini, pittore italiano († 1820)
- 8 novembre - Felice Caronni, archeologo, numismatico e incisore italiano († 1815)
- 22 novembre - François-Robert Ingouf, incisore francese († 1812)
- 23 novembre - Sigmund Zois, mineralogista e letterato italiano († 1819)
- 24 novembre - Felice Alessandri, compositore italiano († 1798)

## Dicembre(14)
- 2 dicembre - Giuseppe Quaglio, pittore e scenografo italiano († 1828)
- 8 dicembre - Johann Christoph Andreas Mayer, anatomista tedesco († 1801)
- 8 dicembre - Clément Joseph Tissot, medico e fisioterapista francese († 1826)
- 11 dicembre - Dazincourt, attore teatrale francese († 1809)
- 13 dicembre - Giuseppe Caracciolo, rivoluzionario e principe italiano († 1808)
- 13 dicembre - Giuseppe Maria Francesco Vigo, mercante italiano († 1836)
- 18 dicembre - Barthélemy Louis Joseph Schérer, generale francese († 1804)
- 19 dicembre - Noël Pinot, presbitero francese († 1794)
- 25 dicembre - Robert Cleveley, pittore e militare britannico († 1809)
- 26 dicembre - Stefano Arteaga, scrittore spagnolo († 1799)
- 26 dicembre - Charles Hamilton, ammiraglio scozzese († 1825)
- 27 dicembre - Richard Luke Concanen, religioso e vescovo cattolico irlandese († 1810)
- 30 dicembre - Reuben Burrow, matematico, saggista e orientalista inglese († 1792)
- 31 dicembre - Gottfried August Bürger, scrittore tedesco († 1794)

## Senza giorno specificato(44)
- Vincenzo Angiulli, matematico italiano († 1819)
- Giuseppe Bardi, presbitero italiano († 1828)
- Girolamo Bartolommei, politico italiano († 1818)
- György Bessenyei, scrittore e filosofo ungherese († 1811)
- Thomas Byerley, imprenditore britannico († 1810)
- Bartolomeo Calderara, funzionario italiano († 1806)
- Francesco Camporesi, architetto italiano († 1831)
- Francesco Carradori, scultore italiano († 1824)
- Joseph Chalier, rivoluzionario francese († 1793)
- D'Ewes Coke, filantropo e presbitero inglese († 1811)
- Daniel Delany, vescovo cattolico irlandese († 1814)
- Jean Duplessis-Bertaux, incisore e disegnatore francese († 1818)
- Vicente Emparán, generale spagnolo († 1842)
- Eugenio Espejo, filosofo, medico e scrittore ecuadoriano († 1795)
- Ivan Chandoškin, violinista e compositore russo († 1804)
- Giacomo Ferrari, pittore e architetto italiano († 1807)
- Francesco Fidanza, pittore italiano († 1819)
- Franciszek Ksawery Lubomirski, generale polacco († 1819)
- Caterina Gattai Tomatis, ballerina italiana († 1792)
- Ion Oargă Cloșca, rivoluzionario rumeno († 1785)
- Keçiboynuzu İbrahim Hilmi Pascià, politico e militare ottomano († 1825)
- William Lewin, naturalista e illustratore inglese († 1795)
- Benito Pérez Brito, ufficiale spagnolo († 1813)
- Engelbertus Lucas, ammiraglio olandese († 1797)
- Maria Aurora Uggla, nobildonna svedese († 1826)
- Girolamo Murari dalla Corte, letterato italiano († 1832)
- Uvedale Price, saggista inglese († 1829)
- Maximilian Friedrich Gustav Adolf Salvemini, teorico della musica olandese († 1814)
- Grigorij Ivanovič Šelichov, esploratore, navigatore e mercante russo († 1795)
- Daniel Shays, ufficiale e rivoluzionario statunitense († 1825)
- Kelesh Ahmed-Bey Shervashidze, principe abcaso († 1808)
- Shiba Kōkan, pittore e incisore giapponese († 1818)
- Michael Stapleton, architetto irlandese († 1801)
- Jan Stefani, compositore polacco († 1829)
- Andrew Robinson Stoney, ufficiale irlandese († 1810)
- François Tourte, archettaio francese († 1835)
- Gaspar de Vigodet, militare spagnolo († 1834)
- Benjamin Vulliamy, orologiaio britannico († 1811)
- Matteo Wade, militare irlandese († 1829)
- Heinrich Leopold Wagner, drammaturgo tedesco († 1779)
- Stephen Weston, antiquario, presbitero e letterato inglese († 1830)
- James Wood, politico e militare statunitense († 1813)
- Antonio Zacco, incisore e illustratore italiano († 1831)
- Juan José de Lezica, politico spagnolo († 1811)